# Peter Gommeren
Peter Gommeren (* 9. März 1992 in Breda, Nordbrabant) ist ein niederländischer Fußballspieler. Der Mittelfeldspieler spielte von 2012 bis 2014 in seiner Heimatstadt bei NAC Breda in der Eredivisie. Später erfolgte ein Wechsel zum belgischen KFC Houtvenne und noch in der gleichen Saison (2014/2015) ein Wechsel zum RKSV Leonidas aus Rotterdam in die Derde Divisie Sonntag. Seit 2018 spielt Gommeren für den SC Kruisland.